# Silvañá
Silvañá es una entidad de población española de la parroquia de Peñafuente, perteneciente al municipio de Grandas de Salime, en la comunidad autónoma de Asturias.

## Toponimia
El lugar puede aparecer referido como «Silvañá» y «Silvallana».

## Historia
Hacia mediados del siglo XIX, el lugar, ya por entonces perteneciente a Grandas de Salime, tenía contabilizada una población de 36 habitantes. Aparece descrito en el decimocuarto volumen del Diccionario geográfico-estadístico-histórico de España y sus posesiones de Ultramar de Pascual Madoz con las siguientes palabras:

SILVALLANA: ald. en la prov. de Oviedo, ayunt. de Grandas de Salime y felig. de Sta. Maria de Trabada (V.). pobl. 7 vec., 36 almas.
(Madoz, 1849, p. 399)

En 2023, la entidad singular de población, encuadrada dentro de la entidad colectiva de Peñafuente, tenía empadronados quince habitantes.